# Bedeman
Bedeman je dnes již zaniklý komiksový fanzin, který v roce 2002 založil autor českých komiksových internetových stránek Sakyk. Vycházel pod hlavičkou serveru Komiks.cz. Kvalita formy i obsahu se číslo od čísla zvyšovala, až v posledním devátém vydání byl Bedeman silně profesionální.[zdroj?] Specializoval se na českou komiksovou tvorbu. Zanikl z důvodu finančních problémů.
Je známo osm čísel:
- Bedeman 1: první číslo, vydáno 2002, 32 stran[1]
- Bedeman 2: vydáno 2003, 32 stran[2]
- Bedeman 3: vydáno 2003, 32 stran[3]
- Bedeman 4: vydáno 2003, 32 stran[4]
- Bedeman 5: vydáno 2004, 48 stran[5]
- Bedeman 6: vydáno 2004, 48 stran, mj. 1. část komiksu Kinoité (podle Miroslava Žambocha)[6]
- Bedeman 7:  vydáno 2004, první číslo s barevnou obálkou, rozsah 46 stran. Obsahuje mj. pokračování komiksu Kinoité[7]
- Bedeman 8: vydáno 2004, 52 stran, mj. dokončení komiksu Kinoité[8]